# 아나톨리 로신
아나톨리 알렉산드로비치 로신(러시아어: Анато́лий Алекса́ндрович Ро́щин, 1932년 3월 10일~2016년 1월 5일)은 소련의 레슬링 선수이다. 현역 시절 1972년 하계 올림픽에서 그레코로만형 슈퍼헤비급 종목에서 금메달을 획득했고 1964년 하계 올림픽과 1968년 하계 올림픽에서 그레코로만형 헤비급 은메달을 획득했다. 또한 세계 선수권 대회 3회, 유럽 선수권 대회 1회 우승을 차지했다.